# Luleå domsaga
Luleå domsaga var en domsaga i Norrbottens län. 

## Administrativ historik
Domsagan bildades den 1 januari 1877 (enligt beslut den 26 maj 1876) genom delningen av Norrbottens södra domsagaDomsagan namnändrades 1969 till Bodens domsaga efter att Nederluleå tingslag utgått ur domsagan.
Domsagan lydde först under Svea hovrätt, men överfördes till domkretsen för hovrätten för Övre Norrland när denna bildades 1936. Som mest låg tre tingslag under domsagan, men efter 1948 minskade detta till två, när Nederluleå och Överluleå tingslag bildade Luleå tingslag.

### Tingslag

#### Från 1877
- Jokkmokks lappmarks tingslag; efter 1936 benämnd Jokkmokks tingslag
  - Jokkmokks landskommun
- Nederluleå tingslag
  - Nederluleå landskommun
- Överluleå tingslag
  - Bodens stad (från 1919), Edefors landskommun (från 1892), Överluleå landskommun

#### Från 1948
- Luleå tingslag; benämnd Bodens tingslag efter 1 januari 1969
  - Bodens stad, Edefors landskommun, Nederluleå landskommun (1 januari 1969 uppgick i Luleå stad), Överluleå landskommun, Råneå landskommun mellan 1967 och 1969
- Jokkmokks lappmarks tingslag; efter 1936 benämnd Jokkmokks tingslag
  - Jokkmokks landskommun

## Häradshövdingar
1. 1877-1887: Adolf Jakob Robert Krook[2][3]
2. 1887-1899: Adolf Mathias von Proschwitz[2]
3. 1899-1930: Nils Johansson[2][4]
4. 1930-1934: Lennart Axel Ludvig Almqvist[2][5]
5. 1935-1947: Herbert Fagerström
6. 1947-1968: Sven Olof Östberg[6]

## Valkrets för val till andra kammaren
Mellan andrakammarvalen 1878 och 1908 utgjorde Luleå domsaga en valkrets: Luleå domsagas valkrets. Valkretsen avskaffades vid införandet av proportionellt valsystem inför valet 1911 och uppgick då i Norrbottens läns södra valkrets.